# Станіслав Цюхцінський
Станіслав Цюхцінський (пол. Stanisław Ciuchciński; 10 листопада 1841, Львів — 13 листопада 1912, там само) — галицький громадський діяч, президент Львова та посол до Галицького сейму.

## Життєпис
Народився в родині львівського м'ясника Станіслава Цюхти та Катажини з Юрчинських. Початково здобував освіту у домініканців. У віці 14 років через смерть батьків йому довелося полишити навчання та почати працювати. Навчався професії бляхаря, одночасно отримуючи загальні знання через самоосвіту. У 1859 році виїхав зі Львова на кілька років, шліфуючи свою майстерність, зокрема у Відні, Лінці, Мюнхені, Дрездені, Берліні та Гамбурзі. Після повернення на батьківщину брав участь у Січневому повстанні 1863 року, у складі стрілецького відділення француза Леона Янга.
Після поразки повстання повернувся до Львова на постійне мешкання й працював протягом декількох років в інших майстрів, щоб отримати дозвіл у 1867 році на відкриття своєї власної майстерні при вулиці Краківській. Він став учасником професійного руху, був членом відділу ремісничого об'єднання «Скала», і, нарешті, куратором (1889). З 1877 року він очолював корпорації лимарів, бронзовиків та латунників. Він також був активним діячем (та президентом) Товариства взаємної підтримки львівських міщан під найменням блаженного Яна з Дуклі.
Був членом товариства «Сокіл». З серпня 1880 року мав міське громадянство, а в 1883 році був призначений до міської ради, де він перебував до кінця життя. З 1899 року був віцепрезидентом Львова. Після смерті Міхала Михальського у червні 1907 році, став його наступником не лише на посаді президента Львова, але й на чолі Стрілецького товариства, а також у Галицькому крайовому сеймі. Свою політику описував девізом: «Зробіть усе, що відповідає честі та інтересам міста та його мешканців». Стан здоров'я спонукав його покинути посаду президента 17 липня 1911 року.
Помер 13 листопада 1912 року у Львові, похований на Личаківському цвинтарі (поле № 2), де міська влада встановила йому пам'ятник з написом «Вірному синові Вітчизни»; Тадеуш Рутовський, тодішній віцепрезидент Львова, виголосив на похоронах промову.